# Лескова
Лескова (на сръбски: Лескова) е село в Сърбия, разположено в община Тутин, Рашки окръг. Намира се на 1231 метра надморска височина. Населението му според преброяването през 2011 г. е 292 души. При преброяването на населението през 2002 г. има 335 жители, от тях: 332 (99,10 %) бошняци, 2 (0,59 %) мюсюлмани и 1 (0,29 %) неопределен.

## Население
Численост на населението според преброяванията през годините:
- 1948 – 336 души
- 1953 – 392 души
- 1961 – 393 души
- 1971 – 322 души
- 1981 – 366 души
- 1991 – 392 души
- 2002 – 335 души
- 2011 – 292 души